# Piano (strategia)
Un piano è un qualsiasi diagramma o sequenza di azioni accompagnate dall'analisi dei tempi e delle risorse necessarie finalizzate al raggiungimento di un obiettivo. Rappresenta quindi una sequenza temporale attraverso la quale ottenere uno scopo.
Un piano può essere di tipo formale o informale:
- Piani formali o strutturati, solitamente concepiti coinvolgendo più persone e in contesti organizzati, sono più frequenti in settori come la gestione dei progetti, la diplomazia, la carriera, lo sviluppo economico, le campagne militari, lo sport, i giochi o in generale nella gestione di vari tipi di affari. Nella maggior parte dei casi, l'assenza di un piano ben concepito può avere conseguenze negative importanti: ad esempio, un piano di progetto non robusto può comportare un aumento dei costi o dei tempi di realizzazione. Questo genere di piani viene normalmente formalizzato in documenti scritti.
- Piani informali o ad hoc, solitamente utilizzati a livello strettamente individuale per obiettivi di carattere personale. Questo genere di piani spesso si limita all'aspetto concettuale senza trovare una formalizzazione documentale.

I piani vengono solitamente categorizzati a seconda della loro portata o orizzonte temporale e c'è una relazione tra le categorie di piani a breve o lungo termine e rispettivamente piani di tipo operativo o strategico.

## Concetti di base

### Pianificazione
La pianificazione è il processo di elaborazione e scomposizione di un piano in sotto-componenti a diversi livelli di dettaglio. Una pianificazione basata sull'identificazione degli obiettivi di fondo o principali e il loro posizionamento temporale costituisce una roadmap. Una pianificazione è un elenco di attività con la descrizione delle risorse da impiegare e del loro livello di impiego (completo o parziale).

### Pianificatori
Il pianificatore è la figura professionale dotata di competenze e responsabilità tali da poter gestire, coordinare e portare a compimento un piano secondo le scadenze prefissate. 

## Metodologie
Esistono diverse metodologie e tecniche di stesura di un piano. Le metodologie top-down e bottom-up implicano due approcci complementari: la prima parte da un obiettivo generale e procede alla definizione del piano per scomposizioni successive a dettaglio via via crescente, la seconda segue il percorso opposto ossia parte dalle azioni elementari e le combina in modo opportuno così da ottenere gli obiettivi intermedi e quello finale secondo quanto desiderato.
Queste metodologie coinvolgono anche aspetti teorici legati ad ambiti quali la psicologia, la teoria dei giochi, la teoria della comunicazione e dell'informazione nonché logica e scienza per la verifica della coerenza e dell'affidabilità delle diverse parti del piano.
La scelta della metodologia dipende da chi ne è in carico, dal contesto di applicazione, da chi deve realizzare il piano e dalla disponibilità di risorse; tipicamente, un piano redatto da un project manager indicherà priorità e utilizzerà strumenti diversi rispetto a un piano redatto da un progettista.